# Eduardo Fornarini
Eduardo Fornarini (* 1887 in Parma; † 1967) war ein italienischer Musikpädagoge und Komponist.
Fornarini studierte am Konservatorium von Parma. Um 1900 kam er nach Argentinien, wo er bis 1920 lebte. In diesem Jahr kehrte er nach Italien zurück und wurde Korrepetitor am Teatro alla Scala. Er betätigte sich als Geiger, Pianist und gelegentlich auch Dirigent, erlangte jedoch vor allem als Kompositions- und Kontrapunktlehrer Bedeutung. Zu seinen Schülern zählten bedeutende argentinische Komponisten wie José María Castro, Juan José Castro, Luis Gianneo und Juan Carlos Paz.

## Quelle
- Todo Tango - Eduardo Fornarini

| Personendaten    | Personendaten                             |
| ---------------- | ----------------------------------------- |
| NAME             | Fornarini, Eduardo                        |
| KURZBESCHREIBUNG | italienischer Musikpädagoge und Komponist |
| GEBURTSDATUM     | 1887                                      |
| GEBURTSORT       | Parma                                     |
| STERBEDATUM      | 1967                                      |